# Sainte-Foy-la-Grande
Sainte-Foy-la-Grande [sɛ̃t fwa la ɡʁɑ̃d] ist eine französische Stadt und Gemeinde mit 2561 Einwohnern (Stand 1. Januar 2022) an der Dordogne im Département Gironde in der Region Nouvelle-Aquitaine. Die Stadt liegt etwa 50 km östlich von Bordeaux. Sie gehört zum Kanton Le Réolais et Les Bastides.

## Geschichte
Sainte-Foy-la-Grande wurde als eine typisch schachbrettartig angelegte Bastide am 16. Juli 1255 von Alfons von Poitiers (1220–1271), Graf von Toulouse und Bruder des französischen Königs Ludwig IX., des Heiligen, gegründet. Sainte-Foy-la-Grande trat 1541 zum Protestantismus über und blieb lange Zeit ein geistiges Zentrum des Calvinismus.

### Bevölkerungsentwicklung
| Jahr                       | 1962 | 1968 | 1975 | 1982 | 1990 | 1999 | 2007 | 2017 |
| Einwohner                  | 3152 | 3186 | 3345 | 2967 | 2745 | 2788 | 2560 | 2554 |
| Quellen: Cassini und INSEE |      |      |      |      |      |      |      |      |

## Wirtschaft und Infrastruktur

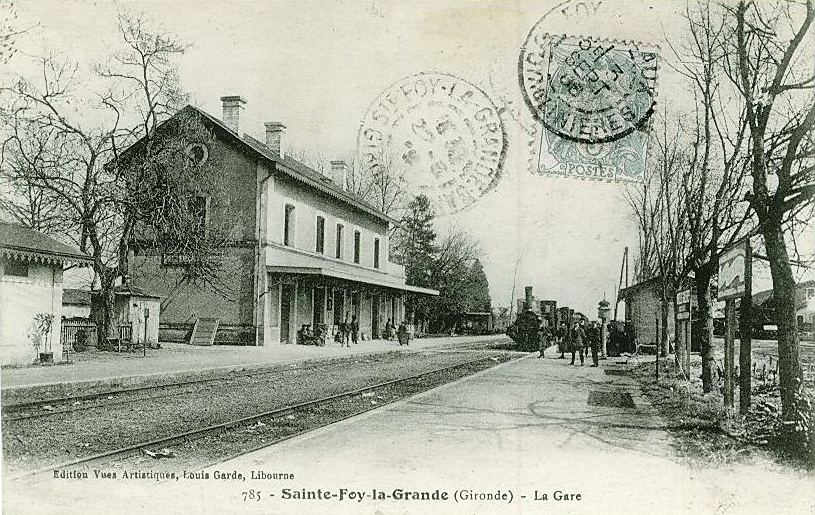
Der Bahnhof im frühen 20. Jahrhundert

Sainte-Foy-la-Grande hat einen Bahnhof an der Bahnstrecke Libourne–Buisson, der 1875 von der Compagnie du chemin de fer de Paris à Orléans (PO) eröffnet wurde. Aktuell wird er von Regionalzügen des TER Nouvelle-Aquitaine zwischen Bordeaux-Saint-Jean einerseits sowie Bergerac und Sarlat-la-Canéda andererseits bedient.

## Baudenkmäler
Siehe: Liste der Monuments historiques in Sainte-Foy-la-Grande

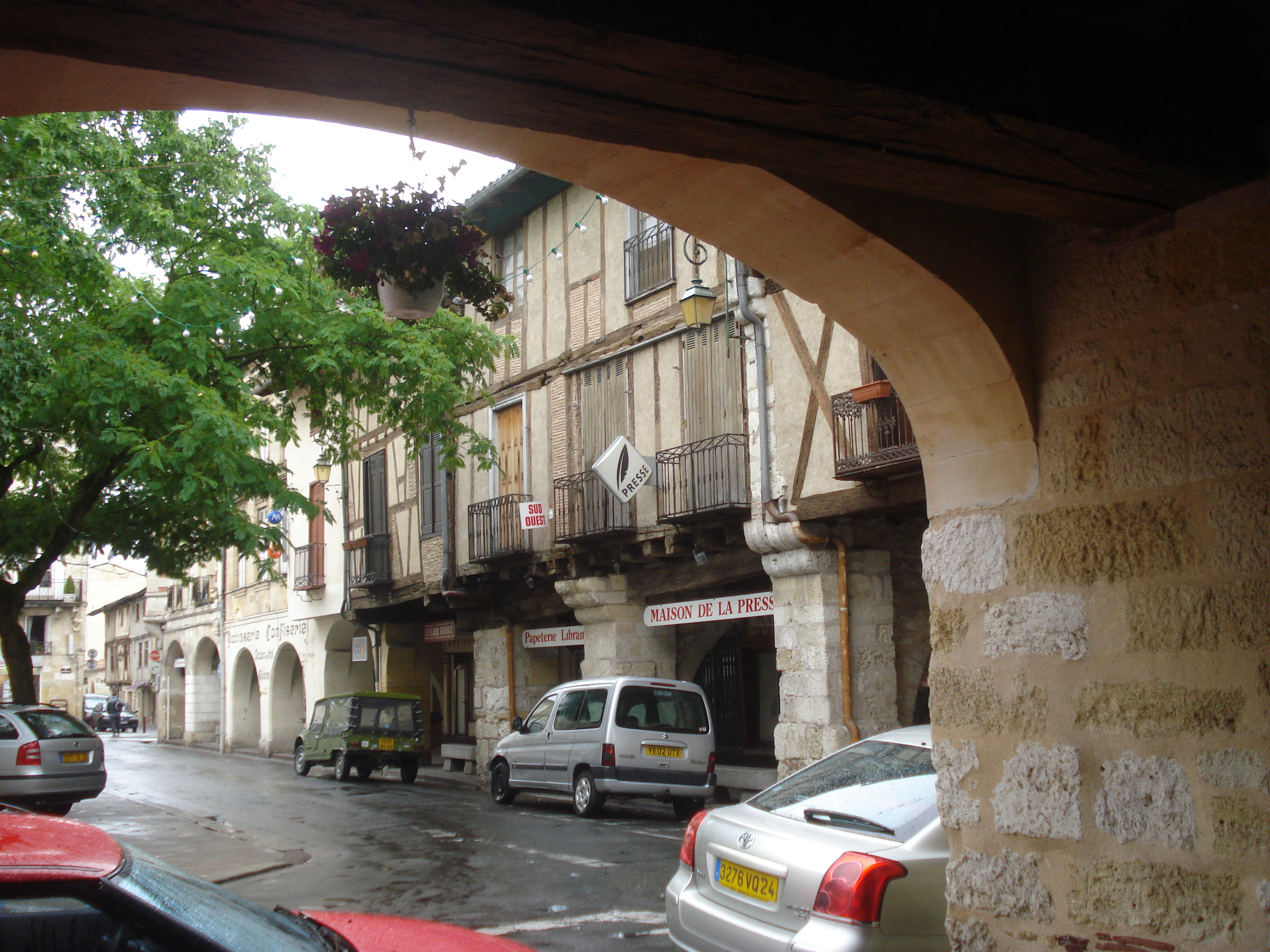
Arkaden an der Place Gambetta
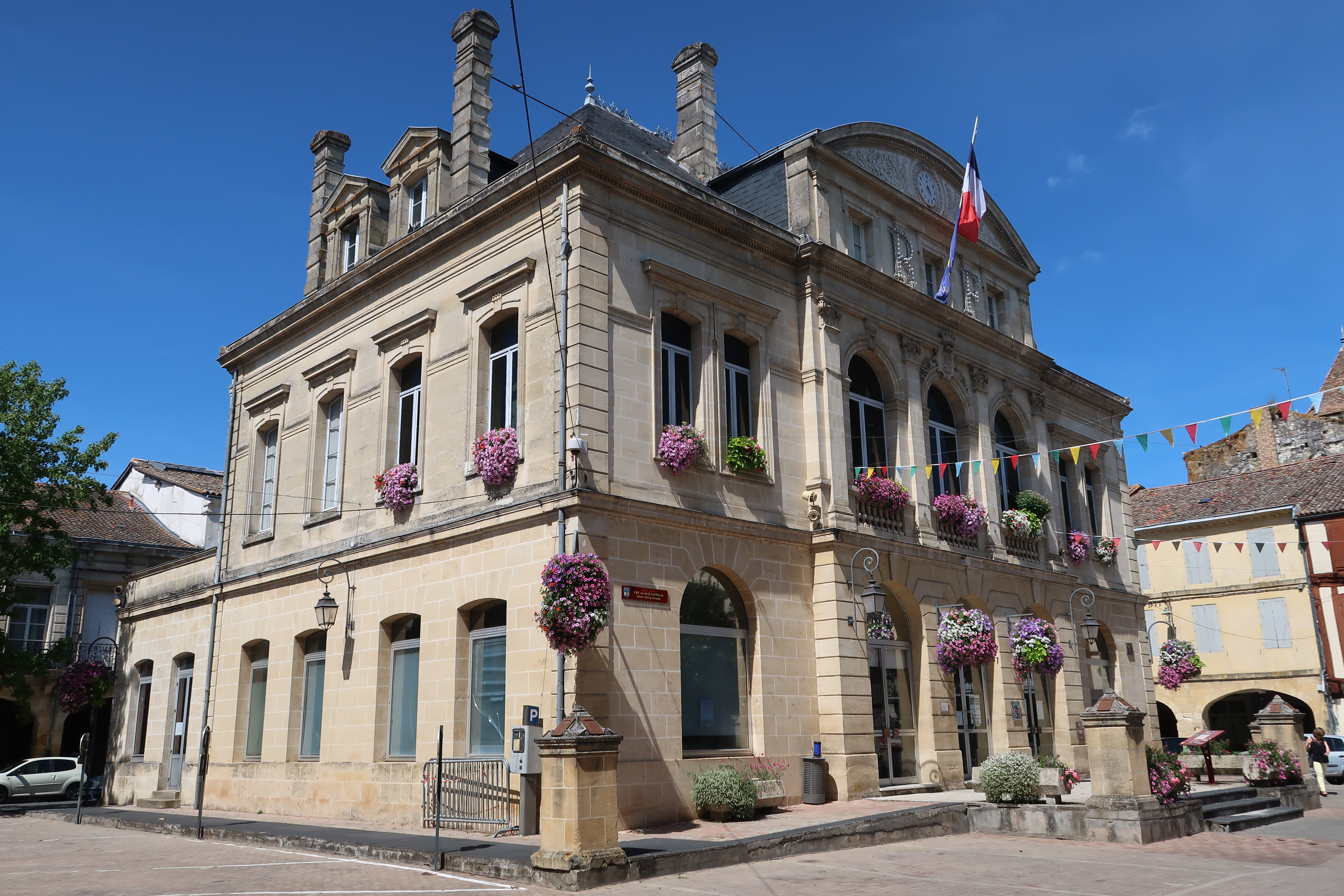
Mairie (Rathaus)
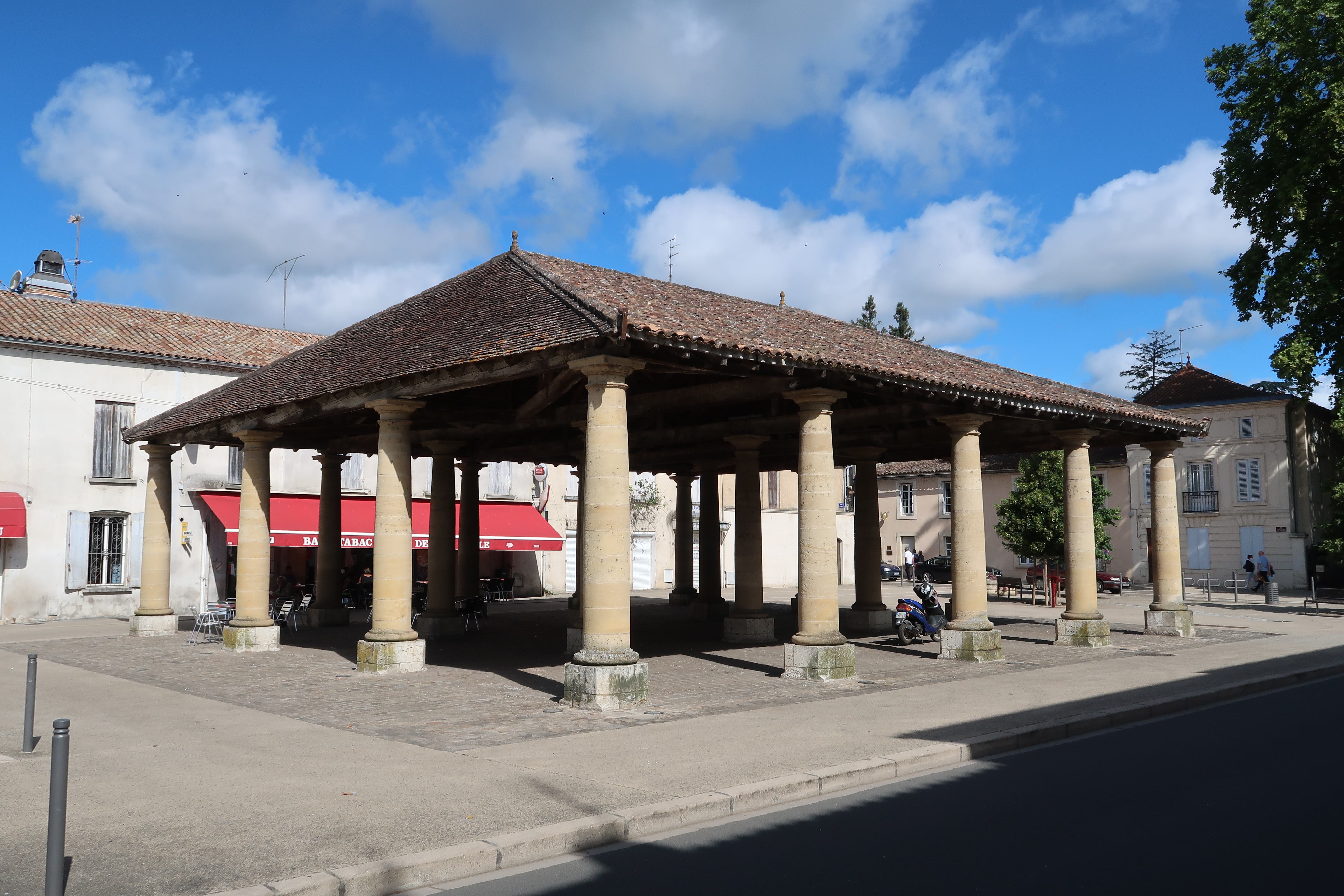
Markthalle

## Persönlichkeiten
- Louis Pierre Gratiolet (1815–1865), Arzt und Zoologe
- Paul Broca (1824–1880), Anthropologe und Arzt
- Élie Reclus (1827–1904), Ethnologe und Anarchist
- Élisée Reclus (1830–1905), Geograph und Anarchist
- Elisée Bouny (1872–1900), Mediziner und Physiologe
- Élie Faure (1873–1937), Kunsthistoriker und Essayist
- Christian Jourdan (* 1954), Radrennfahrer
- Sandra Bourdonnec (* 1985), Schauspielerin und Sängerin

## Gemeindepartnerschaften
- Landkreis Rotenburg (Wümme), Niedersachsen, Deutschland (seit 1973)
- Berthierville, Québec, Kanada (seit 1983)